# Chirembia micropallida
Chirembia micropallida is een insectensoort uit de familie Embiidae, die tot de orde webspinners (Embioptera) behoort. De soort komt voor in Kenia.
Chirembia micropallida is voor het eerst wetenschappelijk beschreven door Ross in 2006.